# Stemphylium xanthosomatis
Stemphylium xanthosomatis är en svampart som beskrevs av B. Huguenin 1966. Stemphylium xanthosomatis ingår i släktet Stemphylium och familjen Pleosporaceae.   Inga underarter finns listade i Catalogue of Life.